# Piercia priscata
Piercia priscata är en fjärilsart som beskrevs av Walker 1862. Piercia priscata ingår i släktet Piercia och familjen mätare. Inga underarter finns listade i Catalogue of Life.